# Ruyigi
Ruyigi è un comune del Burundi situato nella provincia di Ruyigi con 56 631 abitanti (censimento 2008).

## Geografia antropica

### Suddivisioni amministrative
Il comune è suddiviso in 23 colline.